# Ban Zhao
Bān Zhāo (45. - 116., (kineski:=班昭, Pan Chao, kurtoazno ime Huiban (惠班), bila je prva kineska povjesničarka. Njen je otac znameniti povjesničar Ban Biao, a braća general Ban Chao i povjesničar Ban Gu, autor znamenite Knjige Hana. Suprug joj je bio Cao Shishu, a na dvoru je bila poznata pod titulom Uvažena gospa Cao (曹大家).
Ban Zhao je poznata po tome što je dovršila bratovu knjigu nakon što je on godine 92. zatvoren i pogubljen zbog veza s caricom majkom Zhou. Sama je napisala Lekcije za žene, djelo koje današnje feministkinje žestoko kritiziraju jer je u njoj poticala pokornost prema muževima i razumijevanje prema njihovoj nevjeri i uzimanju priležnica. Osim toga se bavila i pisanjem poezije.

## Obitelj
- Ban Biao (班彪; 3-54; otac)
  - Ban Gu (班固; 32-92; stariji brat)
  - Ban Chao (班超; 32-102; mlađi brat)
    - Ban Xiong (班雄; ?-iza 107; najstariji sin Ban Chao)
    - Ban Shi (班始; ?-130; drugi sin Ban Chao)
    - Ban Yong (班勇; ?-iza 127; najmlađi sin Ban Chao)

## Unutarnje poveznice
- Knjiga Hana

## Vanjske poveznice
- Informacije o Ban Zhao